# NGC 4553
NGC 4553 este o galaxie lenticulară situată în constelația Centaurul. A fost descoperită în 22 aprilie 1835 de către John Herschel. Se află la o distanță de 39,63 de megaparseci de Pământ.